# Anthela
Pour le bourg antique grec, voir Anthéla.
Genre
Anthela est un genre de lépidoptères (papillons) de la famille des Anthelidae.

## Liste des espèces
- Anthela achromata Turner, 1904.
- Anthela acuta (Walker, 1855).
- Anthela addita (Walker, 1865).
- Anthela adriana (Swinhoe, 1902).
- Anthela allocota Turner, 1921.
- Anthela ariprepes (Turner, 1921).
- Anthela asciscens (Lucas, 1891).
- Anthela astata Turner, 1926.
- Anthela asterias (Meyrick, 1891).
- Anthela barnardi Turner, 1922.
- Anthela basigera (Walker, 1865).
- Anthela callileuca Turner, 1922.
- Anthela callispila Lower, 1905.
- Anthela callixantha (Lower, 1902).
- Anthela canescens (Walker, 1855).
- Anthela cinerascens (Walker, 1855).
- Anthela clementi (Swinhoe, 1902).
- Anthela cnecias Turner, 1921.
- Anthela connexa (Walker, 1855).
- Anthela decolor Turner, 1939.
- Anthela deficiens (Walker, 1865).
- Anthela denticulata (Newman, 1856).
- Anthela euryphrica Turner, 1936.
- Anthela excellens (Walker, 1855).
- Anthela exoleta (Swinhoe, 1892).
- Anthela ferruginosa Walker, 1855.
- Anthela guenei (Newman, 1856).
- Anthela habroptila Turner, 1921.
- Anthela heliopa (Lower, 1902).
- Anthela hyperythra Turner, 1921.
- Anthela inornata (Walker, 1855).
- Anthela limonea (Butler, 1874).
- Anthela neurospasta Turner, 1902.
- Anthela nicothoe (Boisduval, 1832).
- Anthela ocellata (Walker, 1855).
- Anthela ochroptera (Lower, 1892).
- Anthela oressarcha Turner, 1921.
- Anthela ostra Swinhoe, 1903.
- Anthela phaeodesma Turner, 1921.
- Anthela phoenicias Turner, 1902.
- Anthela postica (Walker, 1855).
- Anthela protocentra (Meyrick, 1891).
- Anthela pudica (Swinhoe, 1902).
- Anthela pyrrhobaphes Turner, 1926.
- Anthela reltoni (Lucas, 1895).
- Anthela repleta (Walker, 1855).
- Anthela rubeola (Felder, 1874).
- Anthela rubicunda (Swinhoe, 1902).
- Anthela stygiana (Butler, 1882).
- Anthela subfalcata (Walker, 1855).
- Anthela tetraphrica Turner, 1921.
- Anthela unisigna Swinhoe, 1903.
- Anthela varia (Walker, 1855).
- Anthela virescens Turner, 1939.
- Anthela xantharcha (Meyrick, 1891).
- Anthela xanthocera Turner, 1922.